# Top Top MTV
Top Top MTV foi um programa de televisão brasileiro musical produzido e exibido semanalmente na rede MTV Brasil desde março de 2004, no formato de ranking semanal TOP 10 de vídeo-clips sobre temas variados e diferentes ligados ao universo musical, apresentada pela dupla de VJs Marina Person e Leo Madeira, de modo descontraído vestidos com fantasias e teatralização dos textos, sob direção de Cris Lobo. Com eventual participação de outros apresentadores da MTV.
Foi uma das atrações da emissora que mais ficou no ar com 7 temporadas, até dezembro de 2010. O programa era exibido inicialmente todas as segundas às 22h30min. Entre 2006 e 2007 foi apresentado por Felipe Dylon, sendo que logo após houve o retorno dos apresentadores originais. Em 2008 a VJ Sophia Reis apresentou alguns episódios do placar durante o verão. Em 2010, estreou novo formato para não perder o público jovem, com os apresentadores em um bar elegendo os 10 fatos mais populares do universo musical pop da semana, incluindo também a internet e o cinema no ranking.

## Produção
Após a escolha do tema sob direção de Cris Lobo, é feito pesquisa das bandas que se encaixam no perfil no arquivo da emissora. Por fim, a elaboração do texto baseado no títulos da músicas e, a caracterização dos apresentadores.

## Destaques
Alguns destaques citados em reportagens:
- Os 10 maiores penetras do mundo da música;
- Os 10 maiores lunáticos;
- As 10 bandas do cinema;
- As 10 músicas que mudaram o mundo;
- Os 10 músicos mais mórbidos;
- Os 10 piores vocalistas;
- As 10 mortes mais bizarras.